# 嘉薰醫生系列
《嘉薰醫生》是由香港業餘作家陳嘉薰所創作的偵探小說系列，由突破機構出版。另外，出版機構亦歸納同屬陳嘉薰創作的短篇於系列以內，如《麥高飛三部曲系列》。

## 概要
系列早於1999年1月開始出版。各本小說隸屬突破叢書旗下之飛翔專號系列，並再細分為偵探歷奇類。因著作品人氣變化而再版，以及更有效組織系列等等的因素，早期作品多次微調正式出版名稱，亦有修訂部分內容。 
正傳《嘉薰醫生》最初是作者陳嘉薰運用自身形象進行創作。除了與其醫生正職相關的身份，和重點病理學及法醫學知識都遵照以外，其他角色、性格和案情的部分大多為虛構。早期作品較多為短篇，有時亦著意分開剖析案情和解答的部分；後來篇幅就著複雜的案情處理而越來越長，亦以較完善的人性刻劃去保持故事延續性和流暢度。除了故事以外，每本亦會附上多個跟內容有關，圍繞單一主題的真實案例，以及簡短的法醫學應用例子。另外，正傳第4本內之《死亡密碼》透過與香港教育城合作之故事續寫活動而編成，偵集網絡作家接龍編寫沒有限制的故事；死亡號外則是以單純病人個案為主，兩者皆為系列中較特別的異例。心謀則以一宗毛霉菌污染藥物事件及一宗腫瘤科醫療事故為藍本。
於正傳推出之時，作者亦開展了《麥高飛三部曲》，早期曾與正傳分別定名為「人體歷奇」和「偵探歷奇」系列。有關作品所有組成人體運作系統的細胞擬人化，描繪其中一個細胞在身體各處尋找自我認同的故事。另一方面，出版社亦促成了作者與旗下另一系列《Q版特工》的作者梁科慶合作，帶出兼備偵案和作戰原素的全新《Q版特工x嘉薰醫生》系列，以慶祝兩部系列透過突破叢書出版10周年。於反響不俗下，有關系列亦得以延續。

## 角色
正傳系列
陳嘉薰
正傳主角。病理科醫生，大部分故事皆由他以第一身角度切入。
少年時代極為反叛，後來因一位患癌早逝的同學，與高中義工活動時遇見的人事，而立定成為醫生的志向。隨後多次遇上棘手案件的死者解剖，促成他經常從屍體破解真相的關鍵，並見證各項案件背後的人情冷暖。
有一位名叫雯的女友。
徐月心
正傳人物。政府法醫部濟民公眾殮房法醫官、病理科實習醫生，於第五集、心謀和《Q版特工x嘉薰醫生 3 真生再見》出現。
何Sir
正傳人物。三十多歲的高級督察，陳嘉薰的查案拍檔。身材肥胖中帶點健碩，性格率直並喜歡賣弄小聰明。
在陳嘉薰加入病理科後，便不時聯絡幫忙以確認其警區內的死者死因，合作有近十年時間。小時已經立定志向成為警察，曾因此出現家庭關係的問題。
霍盛慈
正傳人物。於第七集、死亡號外和心謀出現。病理科教授。
司徒教授
於心謀出現。醫院副院長。
楚醫生
正傳人物。於第七集、心謀和《Q版特工x嘉薰醫生 1 生死X緣》出現。毒理科醫生。
朱醫生
於心謀出現。微生物科醫生。
麥高飛三部曲系列
麥高飛
自問醜陋的血球細胞，曾一度認為自己是造成主人疾病的根源，後來在與旅途中找到自己巨噬細胞的身份，得知生存意義。
與劉淑翩展開人體六萬里長征後建立不俗的關係，但因著癌細胞的挑撥離間而使兩者在存活意義上出現矛盾，最終留下生離死別的遺憾。直至知曉對方的生前願望，才完全重新振作。
劉淑翩
嗜中性球。在麥高飛到處旅遊時作為知己結伴上路，是支撐其心理的重要人物。後來在對抗惡性細胞的衝突中逝去，死前與一度分裂的麥高飛互相釋懷剖白。

## 書籍
正傳系列
| 標題                   | 出版日期                                | ISBN                   | 備註   |
| ---------------------- | --------------------------------------- | ---------------------- | ------ |
| 嘉薰醫生1 千年奪命病毒 | 1999年1月（初版） 2003年7月1日（第2版） | ISBN 962-8791-04-4     | [ 1 ]  |
| 嘉薰醫生2 複製人魔     | 2003年7月23日（第2版）                  | ISBN 962-8791-05-2     | [ 2 ]  |
| 嘉薰醫生3 黑色恐怖郵包 | 2004年6月1日                            | ISBN 962-8791-46-X     | [ 14 ] |
| 嘉薰醫生4 死亡密碼     | 2005年5月26日                           | ISBN 962-8791-85-0     | [ 15 ] |
| 嘉薰醫生5 槍火魔蹤     | 2006年5月1日                            | ISBN 962-8913-21-2     | [ 16 ] |
| 嘉薰醫生6 三重隱形殺手 | 2008年5月1日                            | ISBN 978-962-8996-04-9 | [ 17 ] |
| 嘉薰醫生7 移兇         | 2009年6月1日                            | ISBN 978-962-8996-52-0 | [ 18 ] |
| 嘉薰醫生 死亡號外      | 2011年1月4日                            | ISBN 978-988-8073-28-3 | [ 19 ] |
| 嘉薰醫生 心謀          | 2012年6月12日                           | ISBN 978-988-8073-61-0 |        |

麥高飛系列
| 標題                       | 出版日期      | ISBN                   | 備註   |
| -------------------------- | ------------- | ---------------------- | ------ |
| 嘉薰醫生之血細胞麥高飛     | 2002年10月1日 | ISBN 978-962-2647-47-3 | [ 5 ]  |
| 嘉薰醫生之細胞情人歷險記   | 2003年8月1日  | ISBN 978-962-8791-06-4 | [ 10 ] |
| 嘉薰醫生之血細胞終極愛旅   | 2007年4月25日 | ISBN 978-962-8913-66-4 | [ 20 ] |
| 嘉薰醫生之尋家‧冒險‧共萬里 | 2014年9月30日 | ISBN 978-962-8246-12-0 | [ 11 ] |

Q版特工x嘉薰醫生系列
| 標題                      | 出版日期      | ISBN                   | 備註   |
| ------------------------- | ------------- | ---------------------- | ------ |
| Q版特工x嘉薰醫生 生死X緣  | 2008年10月1日 | ISBN 978-962-8996-15-5 | [ 21 ] |
| Q版特工x嘉薰醫生 隱市狂徒 | 2010年7月1日  | ISBN 978-988-8073-03-0 | [ 22 ] |
| Q版特工x嘉薰醫生 真生再見 | 2013年7月1日  | ISBN 978-988-8073-87-0 | [ 23 ] |

## 外部連結
- 爬格子的人 | 嘉薰醫生自白書
- 突破出版 » 流行讀物/科幻及推理小說（页面存档备份，存于）